# Opius lugens
Opius lugens är en stekelart som beskrevs av Alexander Henry Haliday 1837.
Opius lugens ingår i släktet Opius och familjen bracksteklar. Arten är reproducerande i Sverige. Inga underarter finns listade i Catalogue of Life.